# Taifa de Granada
Taifa de Granada (em árabe: طائفة غرناطة) foi um reino independente muçulmano que surgiu em 1013 no Alandalus devido a desintegração que, desde 1008, vinha sofrendo o Califado de Córdova e que desapareceria em 1090 ao ser conquistada pelo Império Almorávida.

## História

### Zaui ibne Ziri(1013–1019)e Habus Almuzafar(1019–1038)
Zaui ibne Ziri, do clã berbere dos Banu Ziri, se apossou da cora de Elvira, cuja capital era a cidade homônima de Medina Elvira em 1013, e funda a que seria a taifa de Granada. A cidade de Elvira encontrava-se num local de complicada defesa pelo qual Zaui decidiu transladar a capital do reino taifa a Medina Garnata, a atual Granada. Em 1019, Zaui deixou Granada com a intenção de ficar com o governo da região norte-africana de Ifríquia da qual era oriundo, pois o seu rei falecera e o herdeiro era menor de idade.
Esta errônea decisão implicou a Zaui a perda do trono granadino às mãos do seu sobrinho Habus Almuzafar e sua morte por envenenamento. O reinado de Habus implicou um grande desenvolvimento político, cultural e econômico no que teve um grande protagonismo o judeu Samuel ben Nagrela que em 1030 foi designado vizir, personagem que governaria de facto a taifa até sua morte em 1057.

### Badis ben Habus(1038–1073)

Taifas ca. 1037

Taifas ca. 1080

Habus foi sucedido no trono por seu filho Badis ben Habus. Parte da corte granadina, contudo, apoiou o sobrinho de Habus, Iadair ibne Hubaça, que organizou um complô para tomar o trono, mas que falhou graças a Samuel ben Nagrela, que conseguiu informar o rei e assim assegurou o reforço de sua posição. Em 1038, por causa do confronto com o rei almeiriense Zuair, Badis ficou com parte da Taifa de Almeria e, no ano seguinte, com sucesso freou as ânsias expansionistas do rei de Sevilha, Abu Alcacim ao derrotá-lo em Écija em coligação com as taifas de Málaga e Badajoz.
Em 1057, conquistou a Taifa de Málaga anexando-a ao seu reino e colocando como governador seu filho primogênito Bologuine ibne Badis, que não sucedeu-o à frente da taifa granadina, pois faleceria por envenenado em 1064 aparentemente por ordem de José ben Nagrela, que sucedeu seu pai Samuel como vizir. A morte do primogênito colocou o seu segundo filho Maquesane como herdeiro do trono, mas, novamente, as intrigas do vizir José fizeram que Maquesane fora desterrado para Xaém, onde se declarou independente.
José continuou conspirando contra Badis ben Habus e, em 1066, chegou a um acordo com o rei almeiriense Maomé ibne Mane Almotácime  para que este ficasse com Granada. A conspiração chegou aos ouvidos do povo, que se rebelou e assassinou o vizir José e a maior parte da população judia da cidade. Após a morte de José o cargo de vizir foi ocupado sucessivamente pelo árabe Naia e, após o assassinato deste, pelo moçárabe Abul Rabi, que conspirou com sucesso para Badis não nomear como sucessor seu filho Maquesane, que já havia perdido Xaém às mãos dos sevilhanos e que se encontrava refugiado na Taifa de Toledo, e sim seu neto Abedalá ibne Bologuine.

### Abedalá ibne Bologuine(1073–1090)
À época da morte de Badis em 1073, com seu filho Marksan descartado como sucessor, os dois aspirantes ao trono foram seus netos Tamime e Abedalá. Seria este último quem conseguiria o trono, apesar de ser mais jovem que seu irmão Tamime, pois na decisão influiu a juventude do eleito, 17 anos, por torná-lo mais manejável pelo vizir e pelo fato de Tamime residir em Málaga (onde se declararia independente ao não conseguir o trono granadino). O reinado de Abedalá começou sofrendo a pressão que exerciam sobre a taifa granadina tanto Afonso VI (r. 1065–1109) quanto o rei sevilhano Almutâmide (r. 1069–1095) que uniram as suas forças quando Abedalá recusou pagar as parias ao rei castelhano-leonês.
A tomada de Córdova, em 1075, pelo rei toledano Almamune implicou um alívio na pressão militar que estava sofrendo a Taifa de Granada que, porém, voltaria a acrescer em 1078 após a conquista no ano anterior de Córdova por Almutâmide, levando Abedalá a aceitar o pagamento de párias a Afonso VI. Em 1082, Granada sofreu uma nova agressão, porém agora de Málaga. Abedalá organizou um forte exército e após tomar numerosos castelos sitiou a própria cidade de Málaga obrigando o seu irmão a pedir-lhe perdão e ficando com parte do território de Málaga.
Em 1085, Afonso VI tomou Toledo. Abedalá, junto aos reis taifas de Sevilha e Badajoz, solicitou o auxílio do Império Almorávida, que invadiu a Península Ibérica em 1086 e derrotou o rei castelhano-leonês na Batalha de Zalaca, após o qual, vendo a debilidade dos reinos taifas pelas contínuas disputas internas, enfrentou a elas. A Taifa de Granada seria consequentemente conquistada em 1090.